# 1 мікрорайон
1 мікрорайон (крим. 1 mikrorayonı) — мікрорайон на південь від центра міста Севастополя, у Ленінському районі.

## Опис
Основні напрямки — Проспект Генерала Острякова, вулиця Хрустальова, вул. Павла Сілаєва, Вулиця Ніни Онілової.
В центрі мікрорайону знаходиться Парк 60-річчя СРСР.